# Budihal (P N ), Muddebihal
Budihal (P N) là một làng thuộc tehsil Muddebihal, huyện Bijapur, bang Karnataka, Ấn Độ.